# Comuna Smokvica, Dubrovnik-Neretva
Smokvica este o comună în cantonul Dubrovnik-Neretva, Croația, având o populație de 916 locuitori (2011).

## Demografie
Componența etnică a comunei Smokvica
     Croați (99,02%)
     Necunoscut (0%)
     Neclasificat (0,66%)
Componența confesională a comunei Smokvica
     Catolici (92,69%)
     Fără religie și atei (4,26%)
     Necunoscută (2,29%)
     Agnostici și sceptici (0,76%)
Conform recensământului din 2011, comuna Smokvica avea 916 locuitori. Din punct de vedere etnic, majoritatea locuitorilor (99,02%) erau croați. Din punct de vedere confesional, majoritatea locuitorilor (92,69%) erau catolici, cu o minoritate de persoane fără religie și atei (4,26%). Pentru 2,29% din locuitori nu este cunoscută apartenența confesională.